# Tầng Rhuddan
| Hệ/ Kỷ                                | Thống/ Thế | Bậc/ Kỳ                          | Tuổi (Ma) | Tuổi (Ma) |
| ------------------------------------- | ---------- | -------------------------------- | --------- | --------- |
| Devon                                 | Sớm        | Lochkov                          | trẻ hơn   | trẻ hơn   |
| Silur                                 | Pridoli    | không xác định tầng động vật nào | 419.2     | 423.0     |
| Silur                                 | Ludlow     | Ludford                          | 423.0     | 425.6     |
| Silur                                 | Ludlow     | Gorsty                           | 425.6     | 427.4     |
| Silur                                 | Wenlock    | Homer                            | 427.4     | 430.5     |
| Silur                                 | Wenlock    | Sheinwood                        | 430.5     | 433.4     |
| Silur                                 | Llandovery | Telych                           | 433.4     | 438.5     |
| Silur                                 | Llandovery | Aeron                            | 438.5     | 440.8     |
| Silur                                 | Llandovery | Rhuddan                          | 440.8     | 443.8     |
| Ordovic                               | Muộn       | Hirnant                          | già hơn   | già hơn   |
| Phân chia kỷ Silur theo ICS năm 2017. |            |                                  |           |           |

Trong thời địa tầng, tầng Rhuddan (tiếng Anh: Rhuddanian) là giai đoạn (bậc hay tầng động vật) đầu tiên của thống Llandovery trong hệ Silur của giới Cổ sinh thuộc Liên giới Hiển sinh. Nó diễn ra trong giai đoạn từ khoảng 443,7 ± 1,5 Ma cho tới khoảng 439,0 ± 1,8 Ma. Thời gian của tầng Rhuddan là trước tầng Aeron cùng thống và sau tầng Hirnant của thống Thượng Ordovic thuộc hệ Ordovic. Như thế nó là tầng thứ nhất của hệ Silur và là ranh giới giữa kỷ Ordovic và kỷ Silur. Tên gọi của tầng đặt theo tên làng nhỏ Cwm Rhuddan ở miền nam Llandovery (Wales), được một nhóm các nhà địa chất, do L. R. M. Cocks dẫn đầu, đề xuất năm 1971.
GSSP là phẫu diện ở Dob's Linn, Scotland, được IUGS phê chuẩn năm 1984, tại tọa độ 55°26′24″B 3°16′12″T / 55,44°B 3,27°T.

## Định nghĩa
Đáy của hệ Silur và tầng Rhuddan được định nghĩa tại 1,6 m phía trên đáy của thành hệ đá phiến Birkhill, trong phẫu diện tại Dob's Linn, gần Moffat ở vùng cao nguyên phía nam Scotland, Vương quốc Anh, và trùng khớp với sự xuất hiện lần đầu tiên của bút thạch Akidograptus ascensus, xác định đáy của đới sinh học A. ascensus.
Cần lưu ý rằng việc gán ghép đã công bố trước đây như là sự trùng khớp với đáy cục bộ của đới Parakidograptus acuminatus hiện nay được biết là không chính xác, và nó đã gây ra các tương quan mâu thuẫn và gây nhầm lẫn. Xem thêm tại Silurian Times, số 14 (2006)

## Vị trí
GSSP cho khởi đầu hệ Silur nằm tại phẫu diện ở Dob's Linn, trong hố khai quật nhân tạo được tạo ra ngay phía bắc suối Linn Branch.

## Trầm tích học
Hai đơn vị thạch học (thành hệ) diễn ra gần ranh giới. Thành hệ dưới là đá phiến Hartfell (dày 48 m), bao gồm chủ yếu là nê thạch xám nhạt với đá phiến đen và một vài lớp meta-bentonit xen tầng lệ thuộc. Trên nó là lớp đá phiến Birkhill dày 43 m, chủ yếu bao gồm đá phiến nguồn gốc bút thạch (graptolit) màu đen với nê thạch màu xám và meta-bentonit lệ thuộc.

## Mốc dấu

### Sơ cấp
Sự xuất hiện của các loài bút thạch Akidograptus ascensus và Parakidograptus praematurus ở độ sâu 1,6 m phía trên đáy thành hệ đá phiến Birkhill.

### Thứ cấp
Chitinozoa và răng nón được biết đến trong phẫu diện, nhưng không được bảo tồn tốt và cũng không mang tính chẩn đoán về niên đại.